# Tulasa Thapa
Tulasa Thapa (1970-1995) était une jeune fille népalaise qui a été enlevée dans son village natal de Thankot près de Katmandou en 1982 à l'âge de 13 ans, introduite clandestinement à Bombay via la ville frontalière de Birganj dans le district de Parsa, et vendue à des fins de prostitution forcée. Elle a été systématiquement battue pour se soumettre, puis violée à plusieurs reprises.
À la suite du tollé public, les gouvernements de l'Inde et du Népal ont signé un accord de coopération en 1985 traitant du sauvetage et du rapatriement des filles népalaises victimes de traite dans les lupanars en Inde.
Elle décèdera à 24 ans de la tuberculose qu'elle avait contractée alors qu'elle était asservie comme travailleuse du sexe en Inde.

## Autres lectures
- Robert I. Freidman, «La honte de l'Inde: l'esclavage sexuel et la corruption politique conduisent à la catastrophe du sida», The Nation, 8 avril 1996.